# Joe kontra wulkan
Joe kontra wulkan (ang. Joe Versus the Volcano) – amerykańska komedia romantyczna z 1990 z Tomem Hanksem i Meg Ryan w rolach głównych.

## Fabuła
Joe Banks to sfrustrowany i znudzony życiem pracownik nowojorskiej fabryki. Pewnego dnia dowiaduje się, że jest śmiertelnie chory i pozostało mu kilka miesięcy życia. Porzuca pracę i zastanawia się jak przeżyć jeszcze coś niezwykłego. Niebawem zjawia się u niego bogaty przemysłowiec Samuel Harvey Graynamore. Chce on zdobyć rzadki minerał, który znajduje się na  maleńkiej wyspie Waponi Woo. Mieszkańcy wyspy żądają za niego ofiary z bohatera, który skoczy do tamtejszego wulkanu. Wierzą oni że zaspokoi to ducha mieszkającego w kraterze. Joe nie mając nic do stracenia zgadza się na propozycję Graynamore'a i wraz z jego piękną córką wyrusza na wyspę, gdzie ma on zakończyć swoje życie skacząc do wulkanu.

## Obsada
- Tom Hanks – Joe Banks
- Meg Ryan – Patricia Graynamore/Angelica Graynamore/DeDe (trzy role)
- Lloyd Bridges – Samuel Harvey Graynamore
- Abe Vigoda – Toby, wódz wyspy Waponi Woo
- Ossie Davis – Marshall
- Robert Stack – dr Ellison
- Dan Hedaya – Frank Waturi
- Amanda Plummer – Dagmar
- Barry McGovern – sprzedawca bagażu
- Carol Kane – fryzjerka
- Brian Esteban – mieszkaniec wyspy na punkcie obserwacyjnym
- Nathan Lane – mieszkaniec wyspy

i inni...